# Площад на републиката (Белград)
Площадът на Републиката или Площад „Република“ (на сръбски: Трг републике / Trg republike) е един от централните градски площади и градски квартал на Белград, разположен в община Стари град. Това е мястото на някои от най-разпознаваемите обществени сгради в Белград, включително Национален музей, Националния театър и статуя на Михаил Обренович.

## Местоположение
Площадът се намира на по-малко от 100 метра от Теразие, определен като център на Белград, с който е свързан чрез улиците Коларчева (автомобилна зона) и Княз Михаил (пешеходна зона). Много хора погрешно смятат Площада на Републиката за център на града. Чрез улица Васина е свързана с крепостта и парка Калемегдан на запад, а чрез улица Сремска е свързана с квартал Зелени венац и по-нататък с Нови Белград. Освен това граничи с кварталите Стари град и Дорчол на север. Днес това е една от местните общности в Белград с население от 2360 души през 2002 г.

## Име
Името на площада е обект на много дебати в града. Вук Драшкович от Сръбското движение за обновление предлага площадът да бъде преименуван на Площад на свободата, след като на площада са проведени продемократични демонстрации за свалянето на Слободан Милошевич на 9 март 1991 г., по време на протестите през 1991 г. в Белград. Съвсем наскоро група театрални учени предложиха да се върне първоначалното име на площада Театрален площад.

## Архитектура
По отношение на архитектурата, площадът не се възприема добре от архитектите и художниците, нито се смята за правилен площад, каквито по принцип липсват в Белград. Изидора Секулич пише през 30-те години на миналия век, че „в Белград няма красиви площади. Площадът е оградена и успокояваща равнина, която не може да изрази истинския характер на Белград, който е произволен, сложен и противоположен на планиметрията“. По време на Междувоенния период площадът е по-малък и по-малко „разлят“ от днешния. От страните, където днес е Домът на пресата, пространството пред него и парковата зона пред Стакленац, площадът е ограден от два блока високи и непредставителни сгради. При такава подредба дворецът Риунионе (съвременен театър „Бошко Буха“) е де факто фронталната сграда на площадната композиция, въпреки че сградата на Народния театър очевидно е най-публичният обект.
Всички обекти около площада са с различна височина, което създава „височинна схизма“ и не позволява сградите да се разглеждат като „ансамбъл“. В резултат на това, след като дворецът Риунионе е построен през 1931 г., той създава изолационни колебания, както ежедневни, така и сезонни. След обяд едната половина на площада е в дълбока сянка, а другата е напълно осветена. През лятото това става екстремно поради жегата, която само се влошава с реконструкцията през 2018 - 2019 г. Сградата на Ипотечната банка (сега Национален музей) не е била истинска обществена сграда, докато не е адаптирана в музей. Точно както височината е разнообразна, така и разположението на земята е извън маркерите. Строго симетричната предна фасада на музея е обърната към паметника на княз Михаил, който обаче не е в симетричната ос спрямо фасадата на музея. По-старият паметник е поставен точно в централната ос между улиците Васина и Чика Любина и пропуска оста на музея, тъй като улиците не са еднакво широки.
След реконструкцията площадът запазва своята аморфна граница. Извитият участък към ул. „Коларчева“ е ограден с две редици дървета, някои от които изсъхват преди завършването на реконструкцията. Въпреки това, няколко дървета са поставени пред предната фасада на музея, затваряйки го, особено след като дърветата растат по-големи в бъдеще. Въпреки че се опитват да превърнат квадрата в „тепсия“, възприемащата равнина на квадрата наистина е спусната до нулевото ниво, но това само прави очевидно накланянето на квадрата. Докато някои дори по-наклонени площади се смятат за архитектурни скъпоценни камъни, като Пиаца Гранде в Арецо, площадът на Републиката пропуска всички важни елементи: пространствена артикулация, гранични сгради и безупречни детайли на кръстовището на всички обекти с павираната земя. В „обръснатия“ квадрат наклоненото празно пространство подсилва неговия „колажен“ характер.
През декември 2021 г. са подменени съществуващите 21 дървета на площада, с идеята за уеднаквяване на видовете дървета. Новозасадени, но вече предимно изсъхнали яворови кленове са заменени с чинари. Кленовите дървета, които остават в добра форма, са засадени отново в целия град. Но по-старите липи от другата страна на улицата и пред Стакленац не са заменени с чинари, а с ясени.

## Характеристики
Площадът е едно от най-оживените места в Белград, като една от централните бизнес зони в града, с над 20 автобусни и тролейбусни линии на градския обществен транспорт, минаващи през площада.
От едната страна площадът се простира до улица Княз Михаил, пешеходната зона и една от основните търговски части на Белград. От другата страна площадът е зает от Стакленац, първият модерен търговски център в Белград, изработен от стъкло и стомана. Малката равна площ пред Стакленац е официално наречена „Платото на д-р Зоран Джинджич“, след като сръбският премиер е убит през 2003 г. В тази част на площада има две паркови зони. Един, пред Дома на армията („Гвардейски парк“, който обхваща 0,1 хектара), и друг пред Стакленац (0,225 хектара).

### Паметник на княз Михаил Обренович
Бронзовата статуя на княз Михаил на кон от италианския скулптор Енрико Паци е издигната през 1882 г. Тя е издигната в чест на най-важното политическо постижение на княза, пълното прогонване на турците от Сърбия и освобождението на останалите 7 града в рамките на (след това) сръбска територия, все още под турско владичество (1867 г.). Имената на градовете са издълбани на плочи върху самия паметник, върху пиедестала на статуята и принцът е изваян с ръка, която уж сочи към Константинопол, показвайки на турците да напуснат. През последните години ролята и честта на княза донякъде изпадат в забрава и статуята става известна просто като код коня (на сръбски: „при коня“). Дори близкият ресторант е кръстен по този начин, Kod konja.

### Часовникът на хилядолетието
През 2000 г. на площада е монтиран модерен обществен часовник, наречен Часовник на хилядолетието, финансиран от Делта Холдинг. Часовникът е поставен на висока стойка, като показва и моментните метеорологични условия. Два основни дигитални часовника гледат към по-малко натоварените страни на площада (близо до улиците Чика Любина и Коларчева), докато два малки аналогови часовника гледат към двете по-натоварени страни (близо до улица Княз Михаил и Народния театър). Часовникът и стойката му са изработени от хромирана стомана и стъкло, а стойките са високи 4 и 6 м.
Часовникът е описан като „хубав и модерен архитектурен детайл“ на Белград и че е проектиран и построен в съответствие с околните обекти. Поради външния си вид и конструкция изглежда почти прозрачен. С добавянето на часовника, тъй като площадът е едно от най-популярните места за срещи в града, за известно време белградчани използват „да се срещнем пред часовника“ като крилата фраза за срещи, но до 2018 г. часовникът не работи за дълго време. Общественото мнение относно часовника остава разделено, тъй като се възприема от мнозина като чуждо тяло в площадната среда.
Едно от оплакванията на гражданите по време на мащабната реконструкция през 2018 - 2019 г. е защо часовникът не е премахнат от площада. През август 2019 г. е обявено, че часовникът ще бъде преместен на платото до Арена Белград, отвъд река Сава, в Нови Белград. На 8 август 2019 г. часовникът и цялата инсталация са демонтирани и изпратени в сервиза, тъй като не работят от години. След ремонта ще бъде монтиран до Арената.

### Сградата на Югоекспорт
Пищно декорираната сграда на входа на площада откъм Теразие е построена през 1923 г. Разположена на улица Kоларчева, сградата има обща площ от 5505 m2 и е защитена в рамките на Пространствения културно-исторически комплекс от Стария Белград. Сградата е проектирана от архитекта Матия Блех, но е по-известна с фасадната си орнаментика, която може да се раздели на фасадна пластика и скулптура. Декоративната пластика е направена от чешкия скулптор Карел Павлик, докато сръбският скулптор от италиански произход Джузепе Пино Граси издълбава скулптурите в изкуствен камък. Декоративните елементи включват фигури на атласи със земя на раменете им, мъжки глави с шапки шаякача, женски глави с бандани, полуфигури на лъвове и др.
След Втората световна война сградата е обитавана от държавното търговско дружество Югоекспорт. Югоекспорт фалира през 2001 г., а държавата се опитва да продаде сградата от 2006 г., но неуспешно в следващите 10 години. Основните недостатъци на сградата са нефункционалността, високите разходи за поддръжка и липсата на места за паркиране. Сръбският индустриалец Петър Матиевич, наричан „краля на месото“, закупува обекта през 2016 г. за 7,3 милиона евро с намерение да го превърне в хотел. Беше обявено, че всъщност синовете му са закупили сградата за него за рождения му ден, в памет на бащата на Mатиевич, който е работил в сградата като пиколо.
Адаптацията в хотел започва през ноември 2017 г. Тъй като сградата е защитена, екстериорът трябва да бъде запазен. Инвестицията е 6 милиона евро и се очаква да се възвърне в следващите 12 години. Maтиевич също закупува парцел от 500 m2 на улица Симина, под площада, за бъдещия паркинг. Очаква се четиризвездният хотел с 68 стаи, който трябва да носи името „Център“, да отвори врати през лятото на 2018 г., но към юли 2019 г. хотелът все още не е завършен.